# Karel Adámek

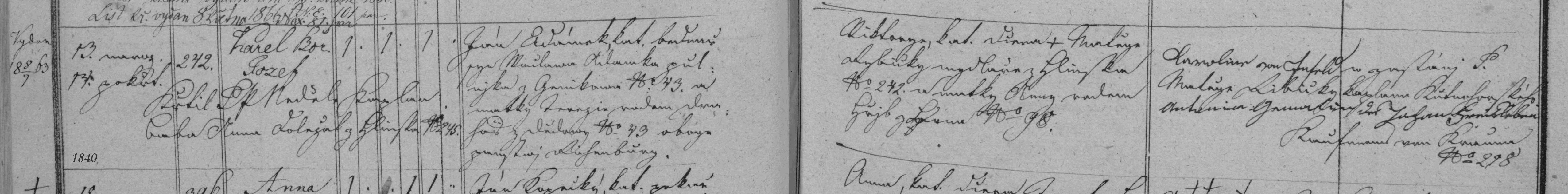
matriční zápis o narození a křtu Karla Adámka (matrika N index N 1836-1852 Hlinsko(SAO Zámrsk))

Karel Adámek (13. března 1840 Hlinsko – 11. ledna 1918 tamtéž) byl český spisovatel, národopisec a mladočeský politik. Byl otcem Karla Václava Adámka a zároveň bratrem Bohumila Adámka.

## Životopis

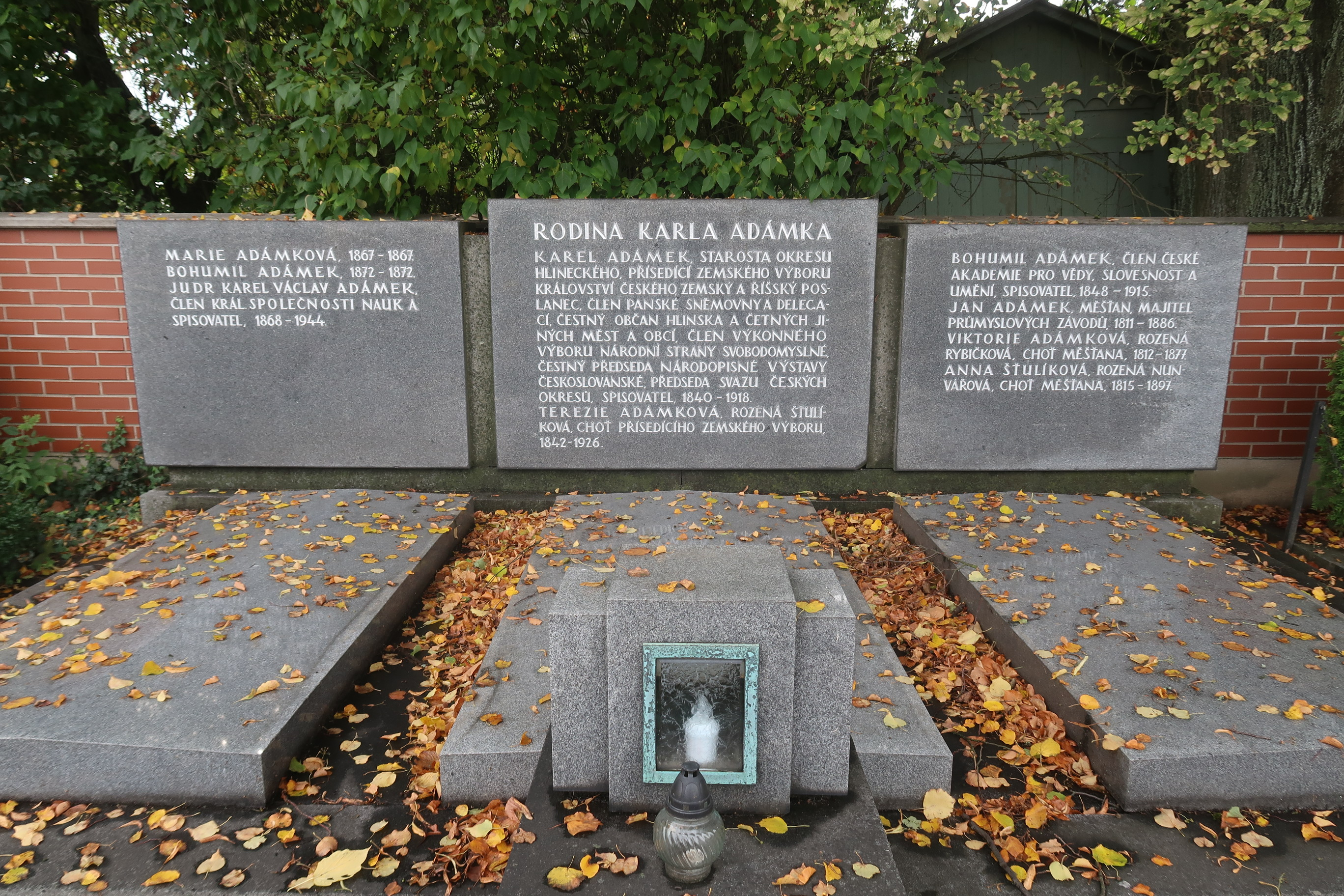
Hrobka rodiny Karla Adámka na hřbitově v Hlinsku

Vystudoval nižší reálku v Chrudimi a poté pokračoval ve studiích na vyšší reálce v Praze, která však kvůli své nemoci nedokončil. Působil pak v obchodě svého otce a dál se coby samouk vzdělával. V mládí cestoval po Evropě a v Hlinsku se účastnil kulturního života. V letech 1865 až 1918 do své smrti zastával pozici okresního starosty, od roku 1871 zastával i post člena okresní školské rady. Zároveň vykonával v letech 1907–1911 funkci předsedy Svazu českých okresů v království českém.
Trvale se angažoval v otázkách regionálního rozvoje Hlinska a východních Čech. Inicioval výstavbu železniční trati Pardubice - Chrudim - Německý Brod. Z podnětu Karla Adámka bylo v roce 1874 založeno při městské škole v Hlinsku muzeum. Jeho manželka Terezie Karolína roz. Štilíková (1842-1922) byla aktivní v ženském hnutí. Založila v Hlinsku spolek Vlasta a byla členkou Ženského výrobního spolku v Praze.
Byl aktivním členem Národní strany svobodomyslné (mladočeské) a z jeho iniciativy byl v roce 1868 uspořádán na Košumberku tábor lidu na podporu českých státoprávních požadavků. Jeho politika se také ubírala směrem ke středním vrstvám, hlavně k řemeslníkům, které považoval za základ hospodářského života.
V roce 1881 se stal v doplňovací volbě místo dosavadního J. Rumla poslancem Českého zemského sněmu, kde zasedal až do roku 1913. Kromě toho byl v období let 1896–1913 i členem zemského výboru.
Ve volbách roku 1879 se stal poslancem Říšské rady (celostátní zákonodárný sbor), kde zastupoval kurii venkovských obcí, obvod Rychnov, Žamberk atd.
V roce 1879 Eduard Taaffe, tehdy představitel konzervativního německorakouského tábora, inicioval jednání s českou opozicí, na jejichž konci byl český vstup na Říšskou radu, zahájení aktivní politiky a přechod Čechů do provládního tábora. Adámek osobně vedl s Taaffem obsáhlý rozhovor, ve kterém ministerský předseda nastínil své představy o národnostním smíru v Předlitavsku. V roce 1883 se zapojil do polemik okolo vládní školské reformy, která v souladu s přáním německorakouských konzervativců částečně revidovala liberální reformy předchozích dekád, což pro některé mladočeské pokrokáře bylo nepřijatelné. Adámek patřil do skupiny tří českých poslanců (kromě něj v ní byli ještě František Tilšer a Alois Pravoslav Trojan), kteří odmítali návrh zákona podpořit. Nakonec ale svůj odpor přehodnotil a v dubnu 1883 byl jediným poslanec, který skutečně hlasoval proti zákonu, František Tilšer. Následně byl fakticky vyloučen z Českého klubu. Krátce poté ale obhájil mandát v doplňovacích volbách do Říšské rady a již v prosinci 1883 byl znovu přijat do Českého klubu. Opětovně se poslancem Říšské rady stal ve volbách roku 1885.
Po volbách v roce 1879 se na Říšské radě připojil k Českému klubu (jednotné parlamentní zastoupení, do kterého se sdružili staročeši, mladočeši, česká konzervativní šlechta a moravští národní poslanci). Jako člen parlamentního Českého klubu se uvádí i po volbách v roce 1885.
Historik Otto Urban ho popisuje jako mladočeského politika, který ale postupoval loajálně k Českému klubu, a nebyl stoupencem zcela samostatného mladočeského postupu. Brzy poté, v roce 1887, se ovšem podílel na pořádání 4. sjezdu mladočeské strany, který fakticky obnovil její aktivitu coby nezávislé politické síly české politiky. Strana pak začala stupňovat svou kritiku staročechů a Karel Adámek ještě v roce 1887 patřil mezi signatáře výzvy Františku Ladislavu Riegrovi, aby přikročil k rekonstrukci vedení Českého klubu. Později v druhé polovině 90. let patřil podle Otty Urbana mezi mladočeské oportunisty, kteří nevylučovali provládní politiku. Křeslo v parlamentu obhájil i ve volbách roku 1891 (opět za kurii venkovských obcí, obvod Rychnov n. Kněžnou, Žamberk atd.) a podle revidovaného volebního systému i ve volbách roku 1897, nyní za všeobecnou kurii, obvod Litomyšl atd. V roce 1893 byl členem parlamentní delegace pro rakousko-uherské vyrovnání (pravidelné jednání zástupců obou částí dualistické monarchie za účelem finančních transferů). Coby poslanec se zaměřoval na sociální a školskou agendu.
Roku 1907 se stal doživotním členem Panské sněmovny (jmenovaná horní komora Říšské rady).

## Dílo
- Seznam děl v Souborném katalogu ČR, jejichž autorem nebo tématem je Karel Adámek
- Čtrnáctý věk. Z dějin kulturních stykův Čech a Italie. Nákladem Spolku pro vydávání laciných knih českých, Matice lidu XII. / 5., Praha 1878, 1. vydání
- Doba poroby a vzkříšení: rozhledy v kulturních dějinách království českého v XVII. a XVIII. století. Roudnice 1878
- Z naší doby I. - IV., Velké Meziříčí 1886-1890
- Ozbrojený mír, Hoblík, Pardubice 1894, 1. vydání
- Upomínka na Národopisnou výstavu českoslovanskou roku 1895, Praha 1896
- Paměti z poroby českého rolnictva, Chrudim 1898
- Příspěvky k dějinám nového Musea Království českého, Časopis národního muzea 86, 1912